# Danusia Barbara
Danusia Barbara Jurczynska Nunes Barbosa (Rio de Janeiro, 11 de janeiro de 1948—27 de maio de 2015) foi uma jornalista e crítica gastronômica brasileira.
Formou-se em Letras pela UFRJ e em Direito pela Universidade do Estado da Guanabara (atual UERJ). Fez mestrado em letras, com uma dissertação sobre literatura infantil.
Trabalhou nos jornais O Globo e Jornal do Brasil e na rádio CBN. Publicou em 1985, pela Record, a primeira edição do Guia Danusia Barbara de restaurantes do Rio. O guia, pioneiro do gênero na cidade, foi atualizado anualmente por mais de duas décadas, passando pelas editoras Senac e Bem-te-vi e tornando-se referência na gastronomia carioca.
Morreu de falência múltipla dos órgãos, provocada por uma doença neurológica degenerativa.

## Obras
| Ano  | Livro                                                                  | Livro                                                                  | Editora                        | Gênero         |
| ---- | ---------------------------------------------------------------------- | ---------------------------------------------------------------------- | ------------------------------ | -------------- |
| 1979 | A Borrachinha que Queria Ser Lápis (com ilustrações de Eliardo França) | A Borrachinha que Queria Ser Lápis (com ilustrações de Eliardo França) | Editora de Orientação Cultural | Infantil       |
| 1985 | Guia Danusia Barbara de Restaurantes do Rio                            | Guia Danusia Barbara de Restaurantes do Rio                            | Editora Record                 | Culinária/Guia |
| 2001 | Coleção Aromas e Sabores da Boa Lembrança                              | Arroz                                                                  | Editora Senac                  | Culinária      |
| 2001 | Coleção Aromas e Sabores da Boa Lembrança                              | Batata                                                                 | Editora Senac                  | Culinária      |
| 2001 | Coleção Aromas e Sabores da Boa Lembrança                              | Berinjela                                                              | Editora Senac                  | Culinária      |
| 2001 | Coleção Aromas e Sabores da Boa Lembrança                              | Crustáceos                                                             | Editora Senac                  | Culinária      |
| 2001 | Coleção Aromas e Sabores da Boa Lembrança                              | Feijão                                                                 | Editora Senac                  | Culinária      |
| 2001 | Coleção Aromas e Sabores da Boa Lembrança                              | Porco                                                                  | Editora Senac                  | Culinária      |
| 2001 | Coleção Aromas e Sabores da Boa Lembrança                              | Tomate                                                                 | Editora Senac                  | Culinária      |
| 2003 | Satyricon: o Mar à Mesa (com fotos de Sergio Pagano)                   | Satyricon: o Mar à Mesa (com fotos de Sergio Pagano)                   | Editora Senac                  | Culinária      |
| 2009 | Nao Hara: Culinária Japonesa, Sabores Tropicais                        | Nao Hara: Culinária Japonesa, Sabores Tropicais                        | Editora Senac                  | Culinária      |